# Henrik Sjögren
Henrik Samuel Conrad Sjögren ([ˈʃøˌgɾɛn], auch [ˈxøˌgɾɛn]; * 23. Juli 1899 in Köping (Mälaren); † 17. September 1986 in Lund) war ein schwedischer Augenarzt. Bekannt ist er wegen des nach ihm benannten Sjögren-Syndroms, das er 1933 erstmals in seiner Dissertation beschrieb.

## Leben
Henrik Sjögren wurde 1899 in der Nähe von Stockholm, Schweden, geboren. Er studierte Medizin am Karolinska-Institut in Stockholm und schloss sein Studium 1927 ab. Ab 1930 begann er, sich intensiv mit Patienten zu beschäftigen, die unter extremer Trockenheit der Augen und des Mundes litten. 1933 veröffentlichte er eine Monographie über 19 Patienten mit trockenen Augen, von denen dreizehn an Arthritis litten.
Sjögren widmete sich der Untersuchung des sogenannten Sicca-Syndroms. Dabei stieß er auf frühere Berichte von Johann Mikulicz (1888), Theodor Leber (1882), Jonathan Hutchinson (1888) oder Mulock Houwer (1927), die sich mit trockenen Augen und chronischer Polyarthritis befassten. Sjögren war überzeugt, dass es sich bei diesem Syndrom um eine systemische Erkrankung handelte. Er entwickelte diagnostische Methoden zur Messung des Tränenflusses. Seine Frau Maria Sjögren, eine Augenärztin, unterstützte ihn bei der Forschung, indem sie Patienten für seine Studien fand.
1935 wurde Sjögren Leiter der ersten augenärztlichen Abteilung am Kreiskrankenhaus in Jönköping. Dort entwickelte er Techniken zur Hornhauttransplantation. In den folgenden Jahren konnte er seine wissenschaftliche Arbeit über das Sicca-Syndrom nicht weiter vertiefen. Erst 1943 wurde seine Dissertation Zur Kenntnis der Keratoconjunctivitis sicca ins Englische übersetzt, was seine Forschung international bekannt machte. Besonders in den USA wurde das Sjögren-Syndrom durch Studien von Rheumatologen am National Institute of Health weiter erforscht.
Ab 1957 lehrte Sjögren an der Universität Göteborg und wurde 1961 zum Professor ernannt. Im Alter von 77 Jahren wurde er Ehrenmitglied der Schwedischen Rheumatologischen Gesellschaft. Henrik Sjögren starb im September 1986 nach einer mehrjährigen Beeinträchtigung infolge eines Schlaganfalls.